# 殖民心态
殖民（地）心态（英語：colonial mentality），或称殖民（地）思维、殖民（地）心理、恋殖，是人们因被殖民而感到种族或文化自卑的内化态度。它对应着一种信念：殖民者的文化价值观在本质上优于自己的文化价值观。后殖民主义学者使用该术语来讨论在去殖民化之后，殖民主义在前殖民地的代际影响。它常用作历史殖民经历中构建意识形态统治的操作性概念。在心理学中，殖民心态被用来解释经历过殖民的人群中的集体抑郁、焦虑和其他普遍存在的心理健康问题。
马克思主义对后殖民主义中殖民心态这一的概念的发展也有显著影响，例如弗朗茨·法农的著作分析了西方文化统治如何导致支离破碎的殖民心理，意大利共产党创始人安东尼奥·葛兰西提出了文化霸權概念。

### 引用文献
- García, José Miguel, , Patria Philippines, at the Recovery of Our Inherited Archipelago (San Francisco, California, United States of America: Blogger by Google), 30 June 2009  [5 September 2010], （原始内容存档于4 September 2010）
- Gómez Rivera, Guillermo, , Spain: Buscoenlaces, CHAPTER VI 1900s: The Filipino People was Deprived of its Own State, 20 September 2000  [5 September 2010], （原始内容存档于5 August 2010）